# Hannó (206 aC)
Hannó fou un oficial cartaginès al servei de Magó Barca a Hispània durant la Segona guerra Púnica.
Derrotat Àsdrubal Giscó l'any 206 aC, i Hannó mateix pel pretor Marc Juni Silà, el general Magó es va refugiar a Gades i va enviar a Hannó per reclutar mercenaris entre les tribus d'Hispània veïnes. Hannó va poder reclutar una força important però abans d'organitzar-se el va atacar i derrotar Gai Luci Marci Sèptim. Hannó va poder fugir del camp de batalla amb un petit cos de tropes però els mateixos mercenaris el van entregar al general romà una mica després. En parla Titus Livi.